# 静岡市立末広中学校
静岡市立末広中学校（しずおかしりつ すえひろちゅうがっこう 英文表記:Suehiro Junior High School）は、静岡県静岡市葵区末広町にある公立中学校。

## 沿革

### 経緯
戦前は、静岡市立女子国民学校であった。新学制となった際、静岡市立男子国民学校であった籠上中学校と学区を共用する形で開校。校舎が完成した後も、家の目の前に末広中があったにもかかわらず籠上中へ通学した生徒がいたという現象が生じた。1965年に学区の整備によりこの現象は解消された。

### 年表
- 1947年4月1日 - 静岡市第二中学校として発足。現籠上中学校の一部を仮校舎とする。
- 1947年4月30日 - 静岡市立末広中学校に校名変更。
- 1947年5月2日 - 開校式
- 1965年4月1日 - 安西小学校区、本校学区へ編入
- 1968年1月31日 - 鉄筋校舎第1棟（現北校舎）完成
- 1970年7月21日 - 鉄筋校舎第2棟（現南校舎12教室、管理棟）完成
- 1971年10月25日 - 静岡県教育委員会指定研究「新教育課程」研究発表会
- 1973年5月22日 - 給食室完成
- 1974年4月30日 - 鉄筋校舎第2棟増築校舎完成
- 1975年10月30日 - 静岡市教育委員会委託研究発表会
- 1977年2月18日 - 第2棟増築工事完了
- 1981年1月13日 - 静岡市教育委員会委託「視聴覚機器」研究発表会
- 1982年12月18日 - 静岡県教育長杯受賞
- 1987年8月31日 - 鉄筋校舎第1棟（北校舎）大規模改修工事完了
- 1989年2月2日 - 静岡市学校保健会より健康優良校（大規模校）受賞
- 1990年12月21日 - 静岡市立末広中学校「生徒憲章」発布式
- 1991年5月8日 - 新体育館落成記念式典
- 1992年10月30日 - 平成3、4年度静岡市教育委員会研究委託発表会
- 1995年3月8日 - コンピュータ室、被服室改造工事完了
- 1996年8月28日 - 鉄筋校舎第2棟（南校舎）大規模改修工事修了
- 1997年4月25日 - 創立50周年記念で太陽電池時計設置（正門横）
- 1997年5月2日 - 創立50周年記念式典
- 1998年10月22日 - 全日本中学校道徳教育研究大会公開授業校
- 1999年3月9日 - インターネット活用実践校指定
- 2000年8月10日 - 図書室改装完了
- 2002年10月1日 - 南校舎耐震補強工事完成
- 2003年10月25日～10月30日 - わかふじ国体秋季大会参加
- 2004年4月1日 - 市教委研指定「総合的な学習」委託

## 教育方針

### 学校教育目標
- 自立　共生

### 部活動

#### 運動部
- 野球部
- サッカー部
- 男子バスケットボール部
- 女子バスケットボール部
- 男子バレーボール部
- 女子バレーボール部
- 陸上競技部
- 男子ソフトテニス部
- 女子ソフトテニス部
- 卓球部
- 剣道部

#### 文化部
- 吹奏楽部
- 美術部

## 小学校区
下記3校はすべて当校と小中一貫グループである。
- 静岡市立安西小学校
- 静岡市立番町小学校
- 静岡市立新通小学校（駿河区馬渕一丁目、新川一丁目、宮本町は当中学校へは自転車による通学。また、葵区本通四丁目、常磐町三丁目は城内中学校への変更可）

## アクセス
- しずてつジャストライン美和大谷線・安倍線  ｢材木町｣停留所から、徒歩4分
- 自転車通学：駿河区からの通学は全面的に可能。葵区は一部可能

## 著名な出身者
- 秋田秀幸（元プロ野球選手、元大学野球監督）
- 池谷公二郎（元プロ野球選手、沢村賞）
- 水鳥寿思（体操競技選手）
- 美保純（女優）
- ピンク・レディー（アイドルデュオ）
- ホームランたにし（漫才師）
- 杉山智樹（ミニ四ファイター）